# 올댓
올댓은 대한민국의 남성 4인조 음악 그룹이다.

## 구성원

### 이치원
- 본명 변상원
- 1982년 4월 25일 서울 출생
- 2007년 데뷔
- 2008년 올댓 합류
- 가수 겸 작곡가

### 콴
- 본명 곽권
- 1986년 4월 24일 출생
- 2009년 데뷔
- 2012년 솔로 데뷔
- 가수 겸 작곡가
- 2010년 제7회 한국대중음악상 R&B부문 올해의 싱글상
- 2009년, 2010년 리드머어워드 올해의 R&B 싱글상

### 쟈니
- 본명 문지환
- 1983년 2월 16일 서울 출생
- 2007년 데뷔
- 폰라인, 리빙노트 기타리스트

### 이정우
- 음력 1978년 12월 6일 서울 출생

## 음반
- Touch Me (2009)
- 이별 (2009)
- Love Jam (2010)
- Love Me (2010)
- Love Me Instrumental (2011)
- Cinderella (with 팔로알토) (2011)
- Touch Me Remix (2011)
- Iced Tea (2013)
- Green Light (2014)
- Meditation (2014)
- Trilogy (2014)

## 수상
- 2010년 리드머 어워드 올해의 R&B 앨범